# Acanthizidae
Famille
Les Acanthizidae sont une famille de passereaux constituée de 15 genres et de plus de 66 espèces.

## Répartition
L'espèce est présente en Australie, en Mélanésie, en Asie de Sud-Est et en Nouvelle-Zélande.

## Taxonomie
Dans la phylogénie de Sibley, cette famille est considérée comme l'une des 3 sous-familles de pardalotidés : les acanthizinés (ou Acantizinae).
Si Alan P. Peterson et d'autres références donnent Bonaparte comme auteur de cette famille en 1854, d'autres sources indiquent Sundevall, 1872.

### Liste alphabétique des genres
- Pachycare (1 espèce)
- Oreoscopus (1 espèce)
- Acanthornis (1 espèce)
- Smicrornis (1 espèce)
- Calamanthus (3 espèces)
- Hylacola (2 espèces)
- Pycnoptilus (1 espèce)
- Pyrrholaemus (2 espèces)
- Origma (3 espèces)
- Neosericornis (1 espèce)
- Aethomyias (6 espèces)
- Sericornis (8 espèces)
- Gerygone (20 espèces)
- Acanthiza (14 espèces)
- Aphelocephala (3 espèces)

### Liste systématique des espèces
D'après la classification de référence (version 14.1, 2024) du Congrès ornithologique international (ordre phylogénique) :
- Pachycare flavogriseum — Pachycare nain
- Oreoscopus gutturalis — Séricorne des fougères
- Acanthornis magna — Séricorne de Tasmanie
- Smicrornis brevirostris — Gérygone à bec court
- Calamanthus campestris — Séricorne roussâtre
- Calamanthus fuliginosus — Séricorne strié
- Calamanthus montanellus — Séricorne montanelle
- Hylacola cauta — Séricorne timide
- Hylacola pyrrhopygia — Séricorne à croupion roux
- Pycnoptilus floccosus — Pycnoptile compagnon
- Pyrrholaemus brunneus — Séricorne rougegorge
- Pyrrholaemus sagittatus — Séricorne fléché
- Origma solitaria – Origma des rochers
- Origma murina – Séricorne fauve
- Origma robusta – Séricorne robuste
- Neosericornis citreogularis – Séricorne à gorge jaune
- Aethomyias nigrorufus – Séricorne noir et roux
- Aethomyias spilodera – Séricorne à bec blanc
- Aethomyias rufescens – Séricorne chamois
- Aethomyias perspicillatus – Séricorne fardé
- Aethomyias papuensis – Séricorne papou
- Aethomyias arfakianus – Séricorne vert-de-gris
- Sericornis magnirostra – Séricorne à grand bec
- Sericornis beccari – Séricorne papou
- Sericornis nouhuysi – Séricorne montagnard
- Sericornis maculatus – Séricorne maculé
- Sericornis humilis – Séricorne brun
- Sericornis keri – Séricorne de l'Atherton
- Sericornis frontalis – Séricorne à sourcils blancs
- Sericornis virgatus – Séricorne mystérieux
- Gerygone mouki – Gérygone brune
- Gerygone igata – Gérygone de Nouvelle-Zélande
- Gerygone modesta – Gérygone de Norfolk
- †Gerygone insularis – Gérygone de Lord Howe
- Gerygone albofrontata – Gérygone des Chatham
- Gerygone flavolateralis – Gérygone mélanésienne
- Gerygone citrina – Gérygone de Rennell
- Gerygone ruficollis – Gérygone à cou brun
- Gerygone sulphurea – Gérygone soufrée
- Gerygone dorsalis – Gérygone à flancs roux
- Gerygone levigaster – Gérygone des mangroves
- Gerygone inornata – Gérygone terne
- Gerygone fusca – Gérygone à queue blanche
- Gerygone tenebrosa – Gérygone blafarde
- Gerygone magnirostris – Gérygone à bec fort
- Gerygone hypoxantha – Gérygone de Biak
- Gerygone chrysogaster – Gérygone à ventre jaune
- Gerygone chloronota – Gérygone à dos vert
- Gerygone olivacea – Gérygone à gorge blanche
- Gerygone palpebrosa – Gérygone enchanteresse
- Acanthiza katherina – Acanthize des montagnes
- Acanthiza pusilla – Acanthize mignon
- Acanthiza apicalis – Acanthize troglodyte
- Acanthiza ewingii – Acanthize de Tasmanie
- Acanthiza murina – Acanthize de Nouvelle-Guinée
- Acanthiza uropygialis – Acanthize à croupion roux
- Acanthiza reguloides – Acanthize à croupion beige
- Acanthiza inornata – Acanthize sobre
- Acanthiza iredalei – Acanthize d'Iredale
- Acanthiza chrysorrhoa – Acanthize à croupion jaune
- Acanthiza nana – Acanthize nain
- Acanthiza cinerea – Acanthize gris
- Acanthiza lineata – Acanthize ridé
- Acanthiza robustirostris – Acanthize ardoisé
- Aphelocephala leucopsis – Gérygone blanchâtre
- Aphelocephala pectoralis – Gérygone à collier roux
- Aphelocephala nigricincta – Gérygone à collier noir